# محمد وجدي غونل
محمد وجدي غونُلْ (بالتركية: Vecdi Gönül)، (ولد:29 نوفمبر 1939, في أرزينجان، تركيا) بيروقراطي وسياسي تركي. ونائب سابق في البرلمان التركي لأكثر من دورة ممثلا عن حزب العدالة والتنمية.